# Esquinussa
Esquinussa (grec: Σχοινούσα Skhinussa; grec antic: Σχινοῦσσα, Skhinũssa, llatí: Schinussa) és una illa grega de l'arxipèlag de les Cíclades. Té una superfície de 8,5 km² i el 2011 la seua població era de 211 habitants. Administrativament, forma part del municipi de Naxos, juntament amb la resta de Cíclades menors.
No hi ha constància que a l'antiguitat l'illa tengués cap població permanent: solament és coneguda per dues referències de Plini el Vell (segle i dC) i Estèfan de Bizanci (segle vi), els quals l'anomenen Esquinussa (grec antic: Σχινοῦσσα, Skhinũssa, llatí: Schinussa). El nom, doncs, era derivat de l'abundància del llentiscle (σχῖνος, skhĩnos). Modernament, el topònim ha canviat en Σχοινούσα (Skhinussa), que no n'ha alterat la pronúncia (en grec modern, el diftong οι es pronuncia /i/), però sí l'etimologia: σχοίνος significa 'jonc', i, per tant, ara és l''illa dels joncs'.
Durant el domini otomà, com la resta de Cíclades menors, Esquinussa romangué abandonada i solament sovintejada per monjos d'Amorgos. També fou coneguda amb els noms de Esquinossa i Panídia.